# 厚木秦野道路
厚木秦野道路（日语：／）是一條在神奈川縣內，從厚木市中依知，途經伊勢原市，連接秦野市八澤的地域高規格道路（國道246號繞道）。在1998年（平成10年）6月16日被指定為計劃路線。
在2006年（平成18年）12月，為了提早開通，因此以暫定2車線的情況下進行建設。

## 概要
- 起點：神奈川縣厚木市中依知
- 終點：神奈川縣秦野市八澤
- 總長：29.1 km
- 規格：第1種第3級（日语：道路構造令）
- 車道：4線（暫定2車線）
- 標準寬度：20.5 m
- 設計速度：80 km/h

## 歷史
- 1992年（平成4年）11月：公布基本路線。
- 1996年（平成8年）6月11日：決定都市計劃。
- 1998年（平成10年）4月：伊勢原北交匯處至伊勢原西交匯處之間 (4.1公里) 事業化。
- 1998年（平成10年）6月16日：被指定為計劃路線。
- 1998年（平成10年）12月18日：伊勢原北交匯處至伊勢原西交匯處之間 (4.1公里) 被指定為建設計劃。
- 1999年（平成11年）12月17日：圈央厚木交匯處/系統交匯處至厚木北交匯處之間 (3.6 公里) 被指定為建設計劃。
- 2001年（平成13年）4月：圈央厚木交匯處/系統交匯處至厚木北交匯處之間 (3.6 公里) 事業化。
- 2001年（平成13年）5月：圈央厚木交匯處/系統交匯處開始動工。
- 2002年（平成14年）4月：伊勢原市西富岡至伊勢原北交匯處之間 (0.7 公里) 事業化。
- 2014年（平成26年）3月31日：伊勢原西交匯處至秦野中井交匯處之間 (5.2 公里) 被指定為建設計劃。
- 2014年（平成26年）度：伊勢原西交匯處至秦野中井交匯處之間 (5.2 公里) 事業化。

## 通過自治體
- 神奈川縣
  - 厚木市 - 伊勢原市 - 秦野市 - 足柄上郡中井町 - 秦野市 - 足柄上郡中井町 - 秦野市

## 交流道等
- 未啟用的設施名稱均為暫名。
- IC為交匯處的簡寫，JCT為系統交匯處（日语：ジャンクション (道路)）的簡寫。

| 交匯處 編號 | 中文設施名     | 日文設施名     | 英文設施名    | 接續路線名                                                                              | 起點 起計 （公里） | 備註   | 所在地   | 所在地   |
| ----------- | -------------- | -------------- | ------------- | --------------------------------------------------------------------------------------- | ------------------ | ------ | -------- | -------- |
| -           | 圈央厚木IC/JCT | 圏央厚木IC/JCT | Kenō-Atsugi   | C4 首都圈中央聯絡自動車道                                                               | 0.0                | 建設中 | 神奈川縣 | 厚木市   |
| -           | 厚木北IC       | 厚木北IC       | Atsugi-Kita   | 國道412叫（繞道）                                                                       | 3.6                | 建設中 | 神奈川縣 | 厚木市   |
| -           | 森之里IC       | 森の里IC       | Morinosato    | 都市計劃道路船子飯山線（預定）                                                          |                    | 計劃中 | 神奈川縣 | 厚木市   |
| -           | 伊勢原北IC     | 伊勢原大山IC   | Isehara-kita  | E1A 新東名高速道路 伊勢原大山IC 神奈川縣道603號上粕屋厚木線（都市計劃道路西富岡石倉線） |                    | 建設中 | 神奈川縣 | 伊勢原市 |
| -           | 伊勢原西IC     | 伊勢原西IC     | Isehara-nishi | 國道246號（現道）                                                                       |                    | 建設中 | 神奈川縣 | 伊勢原市 |
| -           | 秦野中井IC     | 秦野中井IC     | Wadanonakai   | E1 東名高速道路 神奈川縣道71號秦野二宮線                                                |                    | 計劃中 | 神奈川縣 | 秦野市   |
| -           | 澀澤IC         | 渋沢IC         | Shibusawa     | 都市計劃道路澀澤小原線（預定）                                                          |                    | 計劃中 | 神奈川縣 | 秦野市   |
| -           | 秦野西IC       | 秦野西IC       | Wadanonishi   | E1A 新東名高速道路 新秦野IC 國道246號（現道）                                           | 29.1               | 計劃中 | 神奈川縣 | 秦野市   |

## 建設狀況
此道路為汽車專用道路，與東名高速道路、新東名高速道路和首都圈中央聯絡自動車道等共同構成一個地區性的交通主要幹道。全線開通的預定日期未定。在2006年12月，決定事業化的區間均暫時建設雙線雙程行車，大約在10年以內開通作為目標。另外也計劃從圈央厚木交匯處/系統交匯處向座間市方向延伸。
但是截至2018年3月，5個區間只有3個區間是開始著手興建道路。
在2018年度起，部分高架區間開始建設。位於伊勢原市的鈴川橋之橋台和橋墩已經建設完成，在2021年度起開始建設橋面。另外，厚木市中津川橋在2021年3月起開始建設橋台和橋墩。但是截至2021年2月，還未有開通預定日期。

## 注腳
1. ↑  座間市都市マスタープランを改定しました （页面存档备份，存于）（日語） 座間市
2. ↑  . 乗りものニュース. 2018-03-12: 2  [2023-05-30]. （原始内容存档于2023-05-30） （日语）.
3. ↑  伊勢原北IC 工事進捗状況 （页面存档备份，存于）（日語） - 橫濱國道事務所
4. ↑  厚木秦野道路 （页面存档备份，存于）（日語） - 川崎國道事務所
5. ↑  厚木秦野道路（伊勢原西IC〜秦野中井IC）設計用地説明会で頂いた主な質問への回答PDF（日語） - 川崎國道事務所

## 外部連結
- 國土交通省 關東地方整備局 橫濱國道事務所 （页面存档备份，存于）（日語）
  - 橫濱國道事務所/厚木秦野道路 （页面存档备份，存于）（日語）
  - 關於秦野市/厚木秦野道路（國道246號繞道 （页面存档备份，存于）（日語）